# Ashraf Marwan

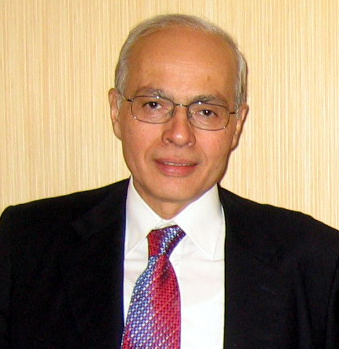
Ashraf Marwan

Ashraf Marwan (ur. 1945, zm. 27 czerwca 2007 w Londynie) – egipski biznesmen, multimilioner, zięć prezydenta Gamala Abdel Nasera, podejrzewany o szpiegostwo na rzecz Izraela.

## Życiorys
Był synem oficera straży prezydenckiej egipskiego przywódcy Gamala Abdel Nasera, karierę zaczynał jako jego asystent, a w 1960 r. ożenił się z jego córką Moną. Po śmierci teścia pełnił funkcję doradcy prezydenta Anwara Sadata, obracał się w najwyższych egipskich kręgach, był znajomym Mohammeda al-Fayeda. Według relacji byłych agentów Mosadu to właśnie Marwan przekazał Izraelczykom informacje o dokładnej dacie planowanego przez siły egipsko-syryjskie ataku w 1973 r., który zakończył się tak zwaną wojną Jom Kipur. Mimo oskarżeń ze strony wielu egipskich polityków, nigdy nie udowodniono mu szpiegostwa. W 2004 r. szef wywiadu wojskowego Izraela Eli Zeira ujawnił, iż Marwan istotnie pracował dla Mossadu i przekazywał informacje izraelskiemu wywiadowi.
W latach 80. Marwan przeprowadził się do Londynu, gdzie był między innymi udziałowcem klubu Chelsea F.C., oraz zajmował się przemysłem farmaceutycznym.
Ciało Marwana odnaleziono na chodniku przed jego apartamentem w Londynie. Według ustaleń policji wypadł z balkonu na czwartym piętrze. Szybko pojawiło się wiele spekulacji na temat jego śmierci. Scotland Yard w ramach wstępnych ustaleń ujawnił, że Egipcjanin najprawdopodobniej wyskoczył przez okno lub został z niego wypchnięty. Przyjaciele zmarłego ujawnili, iż popełnił samobójstwo w związku z wykryciem u siebie nieuleczalnej choroby.
14 września 2018 roku miała miejsce premiera filmu wydanego przez Netflix o tytule Kryptonim Anioł. Film przedstawia szpiegowską historię Marwana w latach 1970–1973.